# Национални паркови канадских Стеновитих планина
Национални паркови канадских Стеновитих планина су међусобно повезани ланац националних (Банф, Џаспер, Кутни, Јохо), и покрајинских паркова (Маунт Робсон, Маунт Асинибојн и Хамбер), који су под овим називом уписани у Унесков списак светске баштине у Америци. Они упечатљивом планинском крајолику Стеновитих планина дају изузетне лепоту очуване природе бројним планинским, врховима, глечерима, језерима, водопадима, кањонима и кречњачким пећинама. Они представљају само један део моћног природног окружења Канаде - убедљиву снагу - која је обликовала не само географију ове земље, већ и ток њене историје и искуство бројних генерација људи који живе и путују кроз ове паркове. Полазећи од ових вредности оснивање Националних паркова канадских Стеновитих планина имао је за циљ да се обезбеди заштита екосистема величанствених природних подручја и правилно газдовање и управљање њима, а код посетилаца створи свест и потреба да разумеју, цене, и уживају у лепотама ових паркова, на начин који не доводи у питање њихов интегритет и девастирање.
Познати не само по својој живописној сјају, Национални паркови канадских Стеновитих планина имају изузетан значај за геологију због преосталих физичких и биологију ове области Канаде, због очуваних биогеографских карактеристика. Зато су сви паркови на канадским Стеновитим планинама од стране Унеска 1984. уврштени у листу светског наслеђа. Разлог за уврштавање ових локалитета на ову листу су постојање бројних фосилних налаза, станишта биљака и дивљачи и разноврсност екосистема - јединственог за ово природно подручје, као и специфична природа са класичним облици глацијалних геолошких процеса - укључујући ледена поља, као остатке ледничких долина, бројне глечере, кањоне и изузетне примере ерозије и таложења - које су присутне у свим деловима ових паркова.
Бројна геолошка налазишта на овом простору су из периода камбријума и зато садрже важне информације о еволуцији Земље. А бројни локалитетети у парковима су извор живота и опстанка бројних биљних и животињских врста. Под посебним режимом заштите у Парковима кандских стеновитих планина међу животињским врстама издвајају се: вапити, ирваси, лосови, планинска коза, амерички муфлон, гризли, дабар, вук, пума, ждеравац и друге врсте.

## Појам и статус националног парка
Национални парк је област земље, најчешће у власништву државе, која се већим делом налази заштићена од људског утицаја. Национални паркови су заштићена област Међународног удружења за заштиту природе - Категорија II.
Као појам национални парк се први пут дефинише на подручју Јелоустоуна (Yellowstone) у САД, 1872. године на површини од 888.708 хектара.
На 10 Генералној Скупштини УИЦН (Међународна унија за очување природе), одржаној 1969. године у Њу Делхију, дата је дефиниција националног парка у којој се наводи да је то:
шире просторно подручје које представља један или више екосистема мало или никако измењен људском делатношћу или настањивањем, коме животињске и биљне врсте, геоморфолошки елементи и биљна и животињска станишта дају посебан научни, образовни и рекреативни значај или у коме постоје природни пејзажи велике лепоте.
Национални паркови се могу сврстати у најмање два типа: амерички и европски. Амерички тип националног парка, у који спадају и Национални паркови канадских Стеновитих планина, формиран је у циљу туризма и рекреације грађана, за разлику од европског типа, који нпр. одговара парку Енгаден у Швајцарској, и више има карактеристике резервата. У резерватима се живи свет потпуно слободно развија и живи, а само је заштићен од сваког утицаја човека.

## Историја
Историја заштите природе досеже до далеке 1273. године када је у Лондону донета уредба о ограничењу штетних утицаја дима и пепела. Године 1499. донет је закон о заштити лоса и дивљег коња, а 1703. године у Русији су под заштиту стављени неки шумски комплекси и ретке врсте дрвећа.
Александар Хумболт, свестрани истраживач појединих делова планете Земље, био је један од првих иницијатора заштите природе у научне сврхе. Он је међу првима употребио термин „природни споменици” за специфичне природне реткости.
Прекретницу у организованој заштити већих природних комплекса представља 1872. година. Тада је у САД проглашен национални парк Јелоустон, први те врсте у свету. У образложењу подухвата је истакнуто да он користи народу и служи његовом уживању.... Том приликом је констатовано да се у њему сав биљни и животињски свет препуштају потпуном развитку и штите од сваког утицаја човека... Следи оснивање националног парка Банф у Канади (1885). Краљевског националног парка у Аустралији (1879), Тангариро на Новом Зеланду (1894). Први национални парк у Европи, Енгадин у Швајцарској, проглашен је 1914. године. 
Године 1872. после отварања, данас најпознатијег Националног парка Јелоустон у Сједињеним Америчким Државама, Канаде је од њих преузела идеју о националним парковима и у оквиру градње железничке пруге преко Стеновитих планина, предвидела подручје за уређење паркова природе на овој планини. Заправо све је почело у јесен 1883. године, када су два канадска радника Пацифичке железнице открила пећину са топлим извором супоровите воде на источним слаповима Стеновитих планина. Прва иницијатива за оснивањем паркова природе у Канади потекла је 1885. када је у Алберти званично основан први парк резерват на површини од 2.600 ha. Први национални парк под називом „Парк Стеновитих планина“ (Rocky Mountains Park) основан је 1887. године на површини од 67.300 ha, данас познатији као Национални парк Банф (Banff National Park) који је на површини од 669,500 ha основан 1930. године. Средиште тог парка била је железничка станица у Банфу, у чијој су близини откривени термални извори сумпоровите воде. На том месту саграђен је данас један од најлуксузнијих хотела у Канади Спрингс (Banff Springs Hotel)
Оснивање првог јавног парка у Канади имало је за циљ да очува новооткривена природна добра, и истовремно обезбеди забаву за канадско становништво и будуће туристе из целог света.
Дањем развоју паркова на Стеновитим планинама доринео је успех, првих покушаја, швајарских водича, које је запослила канадска железница. Следило је отварање и других националних паркова, Јохо (1901), чије име преведено са језика индијанских староседелаца значи „изненађење“ или „чудо“, - Џаспер (1907), и Котенај (1920)
Од тог период у Канади се оснивају и други националних паркови чији је број нарастао на 42, док се за још десетак ради пројектна документација. Уређење и коришћење националних паркова у Канади засновано је на научним истинама, јер се само тако у њима могу очувати еколошки односи.
Након што је 1948. основана Међународна унија за очување природе и природних извора, а Економско социјално веће Уједињених нација закључило; да су национални паркови веома важни за културу и науку човечанства, и да имају одговарајући економски и туристички значај, и да је потребно да се у њима природа одржава у изворном стању, Влада Канаде је ратификовала Конвенцију о светском наслеђу 1976. године и интензивирала активности и покренула иницијативу да се национални паркови на Стеновитим планинама уврсте у листу светског наслеђа. Што је Унеско и учинио 1984. године. Тако данас постоје петнаест Канадских локалитета који су на Унесковој Листи светског наслеђа, од којих у десет случајева у целини или делимично управљају паркови Канаде.
Наком Прве светске конференцији о националним парковима (Сијетл, САД), Канадска влада, потенцирала је педагошки и научноистраживачки значај националних паркова и потврдила њихову поливалентност и полифункционалност, као и значај за живот човека, његов одмор и духовну рекреацију.

### Национални паркови канадских Стеновитих планина на листи светског наслеђа
За унос на Унескову листу светског наслеђа Канада је 1983. године номиновала националне паркове Стеновитих планина Банф, Џаспер, Кутни и Јохо. Унеско је ову номинацију прихватио и 30. октобра 1984. године, на листу светског наслеђа, ставио ове паркове. Унеско је ову одлуку донео на основу препорука Унесковог Комитета за номинације, који је у свом образложењу навео;
...да се ради о областима изузетне природне лепоте, са важним стаништима ретких и угрожених врста и природним вредностима попут планинских врхова, глечера, језера, кањона, кречњаких пећина, и јединственим налазиштем фосила.
Та исте година од Унеска су Канадске власти затражиле да размотри и могућност да се на листу светског наслеђа додају и суседни провинцијски паркови Стеновитих планина; Маунт Робсон, Маунт Асинибојн и Хамбер.
На састанку 1990. године, Унесков Комитет за номинације, поздравио и подржао канадски предлог и на исту листу из 1984. године заједно са националним парковима Стеновитих планина Банф, Џаспер, Кутни и Јохо, ставио и провинцијске паркове Маунт Робсон, Маунт Асинибојн и Хамбер.

## Национални паркови Стеновитих планина
Паркове канадских Стеновитих планина чине четири национална парка Канаде, по два у покрајинама Алберта и Британска Колумбија и три покрајинска парка у Британској Колумбији:
| НАЗИВ  | Слика | Локација            | Површина                 | Основан |
| ------ | ----- | ------------------- | ------------------------ | ------- |
| Банф   |       | Алберта             | 6.641 km2 (2.564 sq mi)  | 1885    |
| Џаспер |       | Алберта             | 10.878 km2 (4.200 sq mi) | 1907    |
| Јохо   |       | Британска Колумбија | 1.313 km2 (507 sq mi)    | 1886    |
| Кутни  |       | Британска Колумбија | 1.406 km2 (543 sq mi)    | 1920    |

#### Национални парк Банф
Национални парк Банф — (енгл. Banff National Park) је најстарији канадски национални парк, основан далеке 1885. године. Налази се на површини од 6,641 km² која се непосредно граничи са националним парковима Џаспер, Кутни и Јохо. Удаљен је 120 - 200 km западно од Калгарија, и 800–850 km источно од Ванкувера. Највећа насеља су Банф са 8.350 и Лејк Луис са 500 становника.
Седиште парка се налази у истоименом трговачком граду и одмаралишту, Банф који се налази на трансканадском ауто-путу. Име му је дао председник канадске пацифичке пруге George Stephen, по његовој родној покрајини Банфшир у Шкотској.
Парк поседује преко 1.600 km проходних путева, којима сваке године прође између 4 и 5 милиона туриста. По броју туриста спада у један од најпосећенијих паркова на свету, што на моменте озбиљно може угрозити његове екосистеме.

#### Национални парк Џаспер
Национални парк Џаспер — (енгл. Jasper National Park) највећи је национални парк у канадском делу Стеновитих планина. Налази се на површини од 10.878 km². Удаљен је 288 km северно од националног парка Банф са којим се граничи и 450 km западно од Едмонтона, административног центра провинције.
Основан је 14. септембра 1907. као заштићено шумско добро Џаспер а 1930. је канадским законом о националним парковима ово подручје добило и званичан статус националног парка. Парк је током 2011. посетило нешто мање од 2 милиона посетилаца.
- Природне лепоте Националног парка Џаспер
- Ергела у хотелу Фермонт, Џаспер
- Колумбија глечер
- Tangle Creek

#### Национални парк Кутни
Национални парк Кутни — (енгл. Kootenay National Park) Налази се на западним обронцима канадских Стеновитих планина на југоистоку канадске покрајине Британска Колумбија. Национални парк Кутни има површину од од 1.406 km² . Основан је 1920. године након споразума провинције Британске Колумбије и канадске федералне владе да ће земљиште око новоизграђеног ауто-пута бити претворено у национални парк. Због тога је парк јако узак, само 8 km у ширину са обе стране 94 km дугог ауто-пута. Због мале ширине парка његове знаменитости си углавном лако доступне кер су близу ауто-пута. Назван је по истоименој реци Кутни, једној од највећих река у парку. Друга река је Вермиллион и обе се уливају у реку Колумбија и припадају сливу Тихог океана. Надморска висина парка је у распону од 918 м на југозападном улазу у парк, до 3.424 м на планини Делтаформ. Национални парк Кутни се својом северном страном граничи са националним парком Јохо, а источном са Националним парком Банф.
Главне знаменитости парка су:
- Термални извори код места Radium Hot Springs, са базенима топле воде, температуре од 35 °C до 47 °C
- Кланац Синклер (Sinclair Canyon), који је нешто јужније од наведених извора и налази се на улаза у парк. Кланац је станиште гумене змије (Charina bottae).
- Маслинасто језеро (Olive Lake) и река Кутни
- Мермерни кланац (Marble Canyon) који се налази на доњем току потока Токум, нешто пре његовог ушћа у реку Вермилион чији је највећи слап Нума који се налази нешто јужније.

У парку се налазе и бројни минерални извори богати гвожђем, познати као „Лонци боје“ (Paint Pots). Воду са ових извора су локални индијанци користили за бојење своје одеће окером све до 20. века.
- Природне лепоте Националног парка Кутни
- Мермерни кланац (Marble Canyon)
- Neil colgan hut (2.957 м)

#### Национални парк Јохо
Национални парк Јохо један је од четири Национална парка канадских Стеновитих планина, и један од 44 националних паркова у Канади. Седиште парка налази се у насељу Field (Britanska Kolumbija), непосредно уз трансканадски ауто-пут.
Национални парк Јохо основан је 1886. године. Име парка потиче од речи Yoho што значи „чудо“, на језику Кри (Cree) индијанских староседелаца.
Национални парк Јохо налази се на западним обронцима канадских Стеновитих планина на југоистоку канадске покрајине Британска Колумбија. Парк се простире на површини од 1.313 km². Својом јужном страном граничи се са Националним парком Кутни, а источном са Наационалним парком Банф.
Главне знаменитости парка су:
- Панорама глечерске долине Вапта која се на југу наставља у ледничку долину Вапутик.
- Смарагдно језеро (Emerald lake). Језеро добило је овај назив због прелепе боје, изазване ситним честицама леденог наноса, суспендованог у води. Суспендоване честице у води преламају светлост, и у комбинацији са одразом плавог неба, дају води овог језера изванредну плаво-зелену боју.
- Палеонтолошко налазиште у близини Смарагдног језера (Emerald lake). Ово палеонтолошко налазиште на Стеновитим планинама, једино је налазишта те врсте на Стеновитим планинама и једно од најважнијих на свету. Налазиште је под заштитом УНЕСКО-а, јер су неки од фосила стари и преко 530 милиона година. Најзаступљенији су фосили морских бескичмењака (више од 120 врста). Налазиште је могуће обићи само уз помоћ стручних водича.

## Покрајински паркови
| НАЗИВ           | Слика | Локација            | Површина              | Основан |
| --------------- | ----- | ------------------- | --------------------- | ------- |
| Маунт Асинибојн |       | Британска Колумбија | 39 km2 (15 sq mi)     | 1922    |
| Хамбер          |       | Британска Колумбија | 240 km2 (93 sq mi)    | 1941    |
| Маунт Робсон    |       | Британска Колумбија | 2.249 km2 (868 sq mi) | 1913    |

Покрајински парк Маунт Асинибојн— (енгл. Mount Assiniboine Provincial Park)
Покрајински парк Хамбер — (енгл. Hamber Provincial Park)
Покрајински парк Маунт Робсон — (енгл. Mount Robson National Park)

## Географске карактеристике Стеновитих планина

### Кордиљери
Стеновите планине у Северној Америци и Анди у Јужној Америци два су велика планинска ланца која су саставни део планинског венаца Кордиљери који се простире дуж западне обале Северне и Јужне Америке, од Аљаске до Патагоније (Огњене земље).
Између више упоредних планинских низова налазе се дубоке долине и заравни. Најизраженију су издигнути за време алпске орогенезе (у терцијару), а тектонска активност и данас се уочава у бројним вулканима и честим земљотресима.
Кордиљери Јужне Америке називају се Анди, а у Северној Америци Стеновите планине.
У Северној Америци Кордиљери се пружају вертикално на смер главних ветрова са запада, па у унутрашњости условљавају пустиње и полупустиње са сланим језерима. Велико рудно богатство и хидроенергија главне су основе јакој индустрији у приморју.
Кордиљери су велика баријера између источне и западне обале Северне Америке. Важношћу и висином посебно се истиче источни низ Кордиљера, Стеновите планине или Стењак.
Западна ланац северноамеричких Кордиљера простире се паралелно са обалом Пацифика, од полуострва Аљаска до Мексика. У оквиру овог планинског ланца најдужи су Аљаска, канадски, амерички и мексички Кордиљери.

### Положај Стеновитих планина у Северној Америци
Стеновите планине (енгл. Rocky Mountains) или кратко Стењак (енгл. Rockies) представљају планински ланац који се протеже меридијанским правцем дуж западних делова Северне Америке. Пружају се од северних делова Британске Колумбије (Канада) на северу до Новог Мексика (САД) на југу, у дужини од око 4.850 km. У њеном канадском делу налазе се горе набројани паркови (национални и провинцијски)
Највиши врхови Стеновитих планина су Елберт (4.339 м) и Витни (4.418 м) у САД и Робсон (3.954 м) у Канади. Најдуже реке које извиру испод ових планина су Колумбија и Колорадо.

### Положај Стеновитих планина у Канади
Канадски део део Стеновитих планина, који припада северноамеричком и источном делу Кордиљера, протеже се од унутрашњих прерија Алберте на истоку до јарка Стеновитих планина у Британској Колумбији на западу, и од реке Лијард на северу до границе са САД на југу.
Највиши врхови канадских Стеновитих планина су Робсон (3.954 м) и Колумбија (3.747 м).
Централни делови Становитаих планина (нпр у односу на Банф) удаљени су 130 km од Калгарија и 850 km од Ванкувера, мерено трасом трансканадског ауто-пута.

### Геоморфолошка прошлост
Геоморфолошка прошлост Стеновитих планина може се поделити на следеће три главне фазе.
1. Седиментација или наношење
Седиментне стене настале у овој фази у процесу наношења продуката хемијске и механичке прераде раније створених магматских, старијих седиментних и метаморфних стена и компресије седимената у виду наслага (слојева), на дну великих водених пространстава.
На разлике у саставу материјала, и изглед појединих слојева седиментних стена Стеновитих планина заједно са ефектима временских услова (ниским температурама, најчешће 0-25 °C, а ређе нижим и вишим температурама), и ниским притисцима (од 1 bar до неколико стотина бара), утицали су и следећи фактори: површинско распадање стена, транспорт материјала насталог распадањем стена, таложење (седиментација) транспортованог материјала и дијагенеза (литификација, очвршћавање) наталоженог материјала.
Седиментне стене Стеновитих планина се према њиховом саставу могу поделити у три главне групе; неорганске, органске и механичке.
Неорганске стене
Ове стене формиране су таложењем неорганских материјала, укључујући ту и минерале и остатке других старијих стена које су раније еродирале и након тога се јављале у облику зрнастог депозит у слојевима седиментних стена.
Органаке стене
Ова група стена настала је комбинацијом таложења камена формираног од остатака живих организама (фосилни остаци биљака и животиња) заједно са стенама које су настале из других хемијских процеса. Ту спадају кречњак и доломити који су формирали највећи број планинских врхова, али и фосилних депозита попут угља.
Механичке или кластичне седиментне стене
Ове стене, настале су у процесу таложења минерала различитог састава и величине эрна (нпр шљунка и песка).
2. Уздизање или настанак планина.
Правац кретања континенталних плоча стварало је планинске масиве, променом нивоа терена и тиме стварало спектакуларни планински крајолик.
3. Обликовање планине
Од тренутка када су Стеновите планине проистекла из древних океана, настало је отапање леда са планинских масива и велико кретање леда, воде и наноса који је вода носили у ниже пределе и вајала крајолик.
Одмах након орогенезе, Стеновите планине су биле као Тибет: висораван, висока вероватно око 6.000 m (20.000 ft (6.100 m)) изнад нивоа мора. У последњих 60 милиона година, ерозија је оголила високе стене, откривајући првобитне стене испод површинског нивоа, и формирала тада тренутни изглед Стеновитих планина.

#### Ледено доба
Током глацијације у периоду плеистоцена (пре 1,8 милиона година — 70.000) па до холоценска епоха (пре мање од 11.000 година), глечери су драматично обликовали изглед Стеновитих планина, формирањем ледничка поља у облику латиничног слова „U“ у долинама и цирковима.
Новије ледничка епизоде, које укључују глацијацију у Северној Америци познату под називом Bull Lake glaciation, започете су пре око 150.000 година и достигле пуну глацијацију у периоду пре 15.000—20.000 година.
 Тако је у периоду глацијације деведесет посто Јелоустоун било прекривено ледом.
Следио је период малог леденог доба који је трајао неколико векова од око 1550. до 1860. Тако нпр. током малог леденог доба ледничка поља Agassiz и Jackson Glaciers и Glacier National Park достигла су своје највише нивое 1860. године.
Канадске Стеновите планине се углавном састоје од шејла или седиментних стена насталих таложењем, кречњака и метаморфних стена прекамбријске и камбријске старости које чине језгро северноамеричког континента.

#### Вулканска активност
Младост рељефа Стеновитих планина Северне Америке огледа се у честим потресима и остацима вулканске активности (високи вулкански врхови, изливи лаве, гејзери). Међу њима је најпознатији ланац вулкана познат као Cascade Volcanoes. То су бројни вулкани у облику »вулканског лука« који се протеже у дужини од преко 1.100 km дуж западног дела Северне Америке, од југозападног дела Британске Колумбије преко Вашингтона и Орегону до Северне Калифорније.
Неки од већих градова дуж вулканског лука укључују Портланд, Сијетл и Ванкувер, са укупно преко 10.000.000 становника. Међународно удружење вулканолога у својим истраживањима наводи да су подручје ових градова изложена потенцијалној опасности не само од вулканске активности излива лаве већ и од клизиштима и поплава долина водом из десетина километара вулканских изворишта .
Најпознатије вулканске ерупције Cascade Volcanoes у Сједињеним Државама биле су од 1914. до 1921. године са главном ерупцијом која је била на планини Света Хелена 1980. Такође се велика ерупција Канадских вулкана догодила пре око 2.350 година на вулканском комплексу планине Мигер (Mount Meager)

### Клима[18]
Мада се Тихи океан налази неколико планинских венаца западно, океански ветарови у много утичу на времена и доводе до изражених временским промене у Националним парковима канадских Стеновитих планина. Влаге накупљена у облацима, који долазе са окена, претвара се у вишеметарске падавине снега или обилних киша у брдима као што су нпр. Колумбија глечери. Топли ветрови са Тихог окена дувају североисточно низ планинске долине, носећи са собом песак и муљ, а остављају за собом голе планинске падине.
Када не доминају западни ветрови са океана на подручје Националних паркова канадских Стеновитих планина продиру арктички фронтови који долазе са севера и истока Канаде, изазивајући значајан пад температуре.
Све напред наведено утиче на климу у Националним парковима, која је умереноконтинентална у ободним деловима и алпска у централном делу са високим планинским масивима. Основне карактеристике ове климе су оштре и дуге зиме, и кратка топла на моменте прохладна лета. Планинске долине имају благу климу са топлим и сувим летима и снежним зимама али високе планинске падине имају оштрију климу. У алпских и субалпским зонама (изнад и испод самих шума), има више падавина у облику снега, зими него кише лети. У планинским долинама, има више падавина у облику кише лети него снега зими. Дуж западне стране парка нпр на језеру Луис просечна висина снега је 76 см, а у Банфу само 44 см.
Средња годишња температура је +2,5 °C. Просечне летње температуре су +12 °C, а зимске до -7,5 °C. Количине падавина се повећава од истока ка западу и просечно износи од 600 до 800 mm воденог талога годишње.
Могуће је приказати и неке генерализације времена на примеру Националног парка Банф. Јул је најтоплији, са просечном температуром од +22 °C у граду Банфу. Јануар је најхладнији са просечном минималном температуром од -15 °C, иако жива може пасти и до -30 °C. Релативна влажност ваздуха у Банфу, је просечна што чини да чак и екстремне температуре бууду подношљивије.
Зими, посетиоци морају бити посебно опрезни јер температура пада испод -20 °C, са субјективним осећајем као да је -30 °C. Без обзира на сезону, температура може пасти око 1 °C на сваких 200 м надморске видине од полазне коте.
Дужина дана у Националним парковима канадских Стеновитих планина значајно варира током целе године. Обданица може трајати од осам часова у децембру до 16 и 30 минута у јуну. Крајем јуна, сунце излази у 5 часова и 30 минута а залази у 22 часа.
| Месци     | Максимална дневна темература (°C) | Минимална дневна темература (°C) | Падавине (mm) | Снежне падавине (cm) | Дневна осучаност (h) |
| --------- | --------------------------------- | -------------------------------- | ------------- | -------------------- | -------------------- |
| Јануар    | -5.3                              | -14.9                            | 2.4           | 38.2                 | 8,1                  |
| Фебруар   | 0.1                               | -11,3                            | 1,7           | 30,0                 | 10,0                 |
| Март      | 3,8                               | -7,9                             | 1,6           | 27,0                 | 12,0                 |
| Април     | 9,0                               | -2,8                             | 1,6           | 26,3                 | 14,0                 |
| Мај       | 14.2                              | 1.5                              | 42.4          | 17.1                 | 15.5                 |
| Јун       | 18.7                              | 5.4                              | 58.4          | 1.7                  | 16,5                 |
| Јул       | 22.1                              | 7.4                              | 51.1          | 0.0                  | 16,0                 |
| Август    | 21.6                              | 6.8                              | 51.2          | 0.0                  | 14,5                 |
| Септембар | 16.1                              | 2.7                              | 37.7          | 7.0                  | 12,7                 |
| Октобар   | 10.1                              | -1.1                             | 15.4          | 18.9                 | 10,7                 |
| Новембар  | 10.5                              | -8.2                             | 6.0           | 33.6                 | 9,0                  |
| Децембар  | -5.3                              | -13.8                            | 2.8           | 43.9                 | 7,8                  |

### Хидрографија
Вода је разним процесима изградила данашњи иглед Стеновитих планина. Топљење снега и отицање воде са Стеновитих планина обезбеђује воду за највећи број насеља на западној обали Северне Америке. Активни глечери и ледени поља и даље постоје широм региона, Стеновитих планина посебно у њеном централном делу. Најзначајнији глечер је Колумбија, као највећи глечер у Северној Америци и субарктичкој унутрашњости. Његово ледено поље покрива површину од 325 km² и простире се на границе између националних паркова Џаспер и Банф. Ледане поља глечера у Националном парку Џаспер сматрају се хидрографским врхом Северне Америке из чијег изворишта настају три главна речна система овог континента.

##### Слив реке Северни Саскачеван (енгл.)
Северни Саскачеван је канадска река која протиче кроз централне делове преријских провинција Алберта и Саскачеван. Извире из терминалног басена долинског Саскачеванског ледника (ајстрим циркног глечера Колумбија) у јужном делу канадских Стеновитих планина на надморској висини од 2.080 m. Од изворишта даље тече ка истоку и након 1.287 km, недалеко од Порт Артура спаја се са Јужним Саскачеваном, градећи реку Саскачеван преко које се одводњава ка језеру Винипег, односно даље ка Хадсоновом заливу.
Укупна површина сливног подручја Северног Саскачевана је око 122.800 km². Укупан пад реке од извора до ушћа је 1.700 m, односно у просеку 1,32 м/км тока. Просечан проток у доњем делу тока код града Принс Алберт је око 238 m³/s, максимално 5.660 m³/s, односно минимално свега 19 m³/s.
Најважније притоке су Бразо са леве стране и Бетл, Клирвотер и Вермилион са десне стране. Најважнија градска насеља на њеним обалама су Едмонтон који је уједно и главни град провинције Алберта, Норт Бетлфорд и Принс Алберт (оба у Саскачевану).
У прошлости река је изазивала велике поплаве које су наносиле велике штете насељима уз њену обалу. Посебно је велике штете по град Едмонтон изазвала поплава из 1915. године. Да би се регулисао ниво воде у реци и спречиле нове поплаве на њој су изграђене бројне бране и формирана акумулациона језера. На левој притоци Бразоу 1965. саграђена је велика хидроелектрана, највећа у Алберти иза које је формирано истоимено вештачко језеро. Највећа устава на самом Северном Саскачевану је Бигхорн у горњем делу тока, саграђена 1971. и иза које је настало највеће вештачко језеро у Алберти Ејбрахам.

##### Слив реке Атабаска (енгл.)
Атабаска је река која протиче кроз централне делове канадске провинције Алберта. Настаје из термалног басена глечера Атабаска (долински ледник ајсфјелда Колумбија) на источним обронцима канадских Стеновитих планина у националном парку Џаспер. Извире на надморској висини од 1.520 m. Након 1.231 km тока спаја се са реком Пис у велику унутрашњу делту преко које се улива у језеро Атабаска. Ово језеро је Ропском реком повезано са Великим ропским језером, односно реком Макензи и Северним леденим океаном. Укупна површина слива је 95.300 km². Укупан пад од извора до ушћа је 1.315 m или у просеку 1,06 м/км тока.
Најважније притоке са десне стране су Пембина, Клирвотер и Фајербег док Мала ропска река као лева притока одводњава Мало ропско језеро ка Атабаски.
У горњем делу тока, на 30-ак km од насеља Џаспер налази се водопад Атабаска са падом од 24 метра.
Име реке потиче од народа Кри код којег реч Аðapaskāw означава биљно шаренило дуж реке односно чињеницу да се дуж тока ове реке неправилно смењују различити вегетациони типови. Већ 1778. Атабаска је постала важна трговачка саобраћајница за трговце крзном који су путовали из поречја Макензија ка Великим језерима. Због тога је влада Канаде ову реку сврстала у ред канадских баштинских река.
На обалама Атабаске не налазе се већа градска насеља а најважнији центри су Форт Макмари и Атабаска.
У доњем делу тока ове реке налази се велики ревир атабасканских уљаних шкриљаца из којих се прерадом добија нафта, а који су према разним еколошким студијима главни загађивач подручја низводно од налазишта. Тако су у води регистроване веће концентрације живе, олова и других отровних метала.

##### Слив реке Колумбија
Река Колумбија (енгл. Columbia River) је река која протиче кроз Канаду и САД. Дуга је 2.000 km и највећа је река регије Пацифички северозапад у Северној Америци. Извире у Стеновитим планинама у канадској покрајини Британска Колумбија на надморској висини од 820 m. Корито реке првобитно води ка северозападу а након тога јужно ка Сједињеним Америчким Државама и савезној држави Вашингтон.

##### Слив реке Фрејзер
Река Фрејзер (енгл. Fraser River) је најдужа река у канадској покрајини Британска Колумбија и десета најдужа река у Канади. Дугачка је 1.375 km. Река извире на Фрејзеровом превоју код врха Маунт Робсон на Стеновитим планинама. Улива се у теснац Џорџија (део Тихог океана) код Ванкувера. Проток реке на њеном ушћу је 3550 m³/s и креће се од 17 000 m³/s, у време максималног водостаја до 575 m³/s у време минималног водостаја. Река годишње уноси око 20 милиона тона наноса у океан.

#### Континентално развође и врх троструке поделе
Континентално развође (енг. Continental divide) је хидрогеолошка вододелница на Стеновитим планинама која означава замишљену линију која одређује границу која раздваја два дренажна подручја од којих се воде, које падну на тло, стварно раздвајају и теку кроз два различита дренажна система — Атлантски или Пацифички океан.
Врх троструке поделе (енг. Triple Divide Peak) добио је име по томе што сву воду, која падне или се топи на Стеновитим планини, дели у три правца, или дренажна подручја, за Атлантски, Пацифички и Арктички океан.

### Природна богатства
На Стеновитим планинама природна богатства су угаљ, нафта, гвожђе, бакар, цинк, олово, мобилден, манган, уран, злато и сребро. Али и хидроенергија, плодно земљиште, туристички локалитети ...
У близини Смарагдног језера (Emerald lake) у националном парку Јохо налази се најпознатије палеонтолошко налазиште на Стеновитим планинама, и једно од најважнијих налазишта те врсте на свету. Налазиште је под заштитом УНЕСКО-а, јер су неки од фосила стари и 530 милиона година. Најзаступљенији су фосили морских бескичмењака, њих више од 120 врста. Ово налазиште могуће га је обићи само уз помоћ стручних водича.

## Саобраћај
Кроз вишевековну историју саобраћај је имао велику улогу за одвијање живота на простору Стеновитих планина, јер је она претсвља велику природну препреку за саобраћај између централних и западних делова Канаде. Саобраћај овим пределима, све до завршетка интерконтиненталне железнице преко Стеновитих планина 1885. године, одвијало се макадамским путевима који су трасирали најранији истраживачи, ловци и трговци крзна. Ови путни правци преко планине само су се маргинално користили за трговину и приступ Британској Колумбији и обалама Тихог океана. Скоро сва путовања и транспорт до и из региона Стеновитих планина, са његове западне стране одвијао се преко Тихог океана, пре свега кроз луке Викторија и Нови Вестминстер.
До 1930-их, железнички саобраћај био је једино средство за копненена путовања између Стеновитих планина и осталих делова Канаде. Путници који су користили моторна возила једним делом су до Стеновитих планина долазили путовањем кроз Сједињене Америчке Државе а другим делом из Алберте и Калгарија.
Изградњом првих међупровинцијских магистрала 1932., а касније и трансканадског ауто-пута. Овај систем ауто-путева одобрен је „Законом од трансканадском ауто-путу“ из 1948. Изградња је почела 1950, ауто-пут је званично отворен 1962. а коначно завршен 1971. Трансканадски ауто-пут је познат по својим упадљивим бело-зеленим маркерима на којима је насликан јаворов лист. Њиховом изградњом друмски саобраћај на Стеновитим планинама је значајно еволуирао и постао примамљивији начина путовања за бројне туристе из остатка Канаде и света, до прелепих паркова Стеновитих планина.
У око 80% случајева у парковима на Стеновитим планина постоје нетакнута природна станишта. Главни путни коридори у долиниским деловима са великим рекреативни садржаји и градским насељима првенствено су одговорни за губитак 20% станишта. Како би се спречило даље уништавање природе и животиња, због интензивног саобраћаја који је постао велики проблем, сви главни путеви су ограђени и на њима изграђени бројни пролази и мостови за несметано кретање животиња.

## Фауна и флора
Са почетком топлије климе, након леденог доба на Стеновитим планинама Северне Америке дошло је до повлачења глечере који су за собом оставили оскудне сурове пејзаже. Убрзо је биљни и животињски свет почео да користи ова нове пространства, инфилтрирајући планинске долине у преосталим леденим областима. Неки од ових организама постепено су настањивали регионе у јужним деловима планине који су остали без глацијације. Остали организми стигли су и до неглацијалних планинских врхова и нашли уточишта, на „острвима“ стене које глечери нису успела да прекрију снегом и ледом..
Климатски услови у суседним подручјима око отопљених глечера били су далеко од идеалних за опстанак вегетације, али су константни и топли ветрови са запада оближње долине око глечера држали под њиховим утицајем што је довело до топљење леда и обезбедило обиље воде за живот придошле вегетације. Траве и друге, хладно-отпорне врсте биљаке узеле су маха и колонизовала се у леденом муљу на новоствореном простору.
Када је успостављен извор биљне хране на Стеновитим планинама, створени су услови да велики сисари као што су; бизон, јелен, мус, амерички муфлон и дивокоза добију нови простор за свој живот. Како је време пролазило, клима је наставила да буде све умеренија. Глечери су се смањивали и нестали из свих предела осим виших подручја у близини границе континенталне поделе (continental divide).
Као су вишегодишњи циклуси раста и пропадања пашњака све више озеленили опустошени простор, створена су хранивом-богата земљишта. То је погодовало дрвећу да се све више размножава шири кроз долине. Током најтоплијег периода, пре нове ере, између око 7000 и 3500 година, вероватно је да су пашњаци и шуме, као природна заштита смањиле доминацију струјања јаких ветрова, барем на мањим висинама. Ова комбинација климе и станишта „охрабрила“ је бизоне, јелене и стада планински-оваца да населе ова подручја.
У скорије време, током малог леденог доба (између 1200 и 1850), клима је бавила све хладнија са више снежних падавина, што је интензивирало кретање глечера из њихових планинских упоришта. Ови услови хладније климе покренули су спуштање тресетишта наниже ка нижим надморским висинама, што омогућило хладно-толерантним шумама смрче и јеле да доминирају планинским падинама, у мери колико то чине и данас. Северноамерички ирвас, лос и бизона, који су већ запосели ова подручја, све више су се прилагодили животу у новонасталим условима боравка у дубљем снегу, и све више запосели велики део овог простора, док се јелен лопатар ограничио на пашњака који су и даље покривали долине испод великих планинских врхова нпр. испод Атабаска врха и његових осушене обронака.
Мада је последњих 200 година дошло до драматичног смањења дивљачи у већем делу Северне Америке, здраве популације биљака и животиња и даље су присутне на простору националних паркова канадских Стеновитих планина, у којима данас живи 1.300 врста биљака, 20.000 врста инсеката и паукова, 40 врста риба, 16 врста водоземаца и гмизаваца, 277 врсте птица и 69 различитих врста сисара, укључујући људе. Различити нивои надморска висине, и специфични, геолошки, географски и климатски услови значајно су утицали да се у парковима формирају различита станишта са изненађујуће великим бројем различитих врста.

### Фауна
Мада многи посетиоци сматрају да су Стеновите планине мека за дивље животиње реалност је нешто другачија. Стеновите планине ма колико импресивно изгледале представљају неуслован пејзаж који ограничава боравак оним животињама које нису у стању да толеришу изазовно климе и скоро вертикални алпски пејзаж.
Постоје оне животиње које су се у начелу прилагодиле алпским условима живота као нпр. планинска коза и гризли. Друге животиње, спремне су да толеришу тешкоће које им намеће алпски пејзаж и његова сурова клима, иако им недостаје специфична адаптационих способност за планински амбијент. На пример, муле и белорепи јелен се јако отежано сналазе у зимским условима. Потребно је само мала количина снега која код њих изазива отежано кретање инповећања енергетских издатака, што намеће потребу за већим уносом хране (која је у мањку). Зато ове животиње бораве у малим стадима и стварају утабане стазе којима се лекше крећу.
Упркос тешкоћама многобројне животиње и птице вишевековним боравком на простору Стењака издржале су сурове услове живота и Стеновите планине су постале дом за велики број разних животињских врста и других живих бића, Успех долази као резултат учења, стицања одређених животних навика и склоности према одређеној храни и сезонским миграцијама.
Упркос многим тврдњама да већина дивљачи активна ноћу, ово је пре изузетак него правило. Истраживања су показала да се у зору и у сумрак ствара јединствени компромис између доступности хране и заштите од предатора.
У списак светског наслеђа уписане су следеће заштићене врсте животиња које имају своја станишта на простору Националног парка канадских Стеновитих планина:
Anthus spinoletta
Водена трепетаљка или Планинска брбљивица,
Bubo virginianus subarcticus (Hoy, 1852)
Северна/субарктичка америчка буљина, је подврста која обухвата птице описане као B. v. occidentalis и B. v. sclariventris. Ова врста је сове из породице правих сова која настањује просторе Северне и Јужне Америке. То је изузетно прилагодљива птица са великом распрострањеношћу и најраспрострањенија је права сова у Америци. Њена исхрана се првенствено састоји од зечева, мишева, пацова и волухарица, иако слободно лови сваку животињу коју може да савлада, пре свега друге глодаре и ситне сисаре, али и веће сисаре, разне птице, гмизавце, водоземце и бескичмењаке. У орнитолошким студијама, америчка буљина се често пореди са обичном буљином (лат. Bubo bubo), блиско сродном врстом, која, упркос већој величини, заузима исту еколошку нишу у Евроазији и врстом Buteo jamaicensis, са којом често дели исто станиште, плен и навике гнежђења. Америчка буљина је једна од птица које се најраније гнезде, полажући јаја обично недељама или чак месецима пре других птица грабљивица.
Aquila chrysaetos
Сури орао или златни орао (лат. Aquila chrysaetos) је једна је од највећих птица грабљивица. Величина одраслих јединки може бити различита. Већина врста су дуге између 66 и 100 cm са распоном крила између 150 и 240 cm. Тежина је између 2,5 и 6,7 килограма. Међутим, примијећени су неки примерци већи, до чак 9 килограма тежине и дужине од 102 cm. Као и код многих других дневних грабљивица, и код сурих орлова женке су крупније од мужјака. Женка може да достигне тежину и до 6 kg а мужјаци до 4 kg. Живи на различитим местима, највише на планинским масивима без густе вегетације. Животни век златног орла може да буде и до 50 година.
Боја перја може бити црнкасто смеђа и тамносмеђа, са златном бојом на задњем делу главе и врату, по чему је и добио име. На горњим деловима крила постоји нешто светлија површина. Младунци доста личе на одрасле јединке, али имају бели реп и беле флеке у близини ножног зглоба који полако нестаје сваким митарењем и на крају, у петој години, потпуно ишчезава.
Canis lupus
Сиви вук,
Gulo gulo
Ждеравац,
Marmota caligata
Сиви острвски мрмот (енг. Montague Island Hoary Marmot),
Nucifraga columbiana
Clark's Nutcracker,
Ochotona princeps'
American Pika,
Odocoileus hemionus
Мус,
Puma concolor
Пума,
Rangifer tarandus
Ирвас,
Sialia currucoides
Mountain Bluebird,
Ursus americanus
Амерички црни медвед (лат. Ursus americanus) врста је медведа средње величине која живи на простору Северне Америке. Најмањи је, али и најбројнији медвед на том континенту. Крзно ове врсте је мекано, са густим подкрзном и грубом и густом длаком. Боја крзна варира од беле и жућкасте до тамнобраон и потпуно црне. Тело је снажне грађе и једнаких удова. Канџе су мале и округласте, црне или сивкасто-браон боје. Глава му је врло велика, са малим и округлим ушима смештеним сасвим назад. Одрасли мужјак тежак је 57-250 килограма, док је телесна маса женки 41-170 килограма. Дужина тела је 120–200 cm, а висина рамена је 70–105 cm. Реп је дуг 7,7, -17,7 cm.
Иако се сматра најмањом врстом медведа у Северној Америци, амерички црни медвед својим димензијама може надмашити све врсте медведа, осим поларног и мрког медведа. Највећи досад забележен примерак је мужјак из Новог Брунсвика, који је убијен 1972. Телесна маса му је била према процени 500 килограма, а дужина тела 240 cm.

### Флора

#### Шуме
Вегетација у овом екорегиону се састоји од алпских и субалпских екосистема који се карактеришу мешовитим шумама;
Populus tremuloides — (Јасика)
Стабло је високо до 25 м. Гране су зеленкасто-беле а кора зеленкасто-бела и глатка. Ова јасика је, листопадна, једноставне крошње, широке у облику јајета: Листови су дуги 2-7,5 см а пупољци смотани.
Pinus contorta - (Бор)
Ова врста бора углавном расте до висине од 30 м, али може достићи и висину од 40 м. Широколистнатог је облика са уском заобљеном круном, нешто искривљеном, чак налик на бонсаи. Кора дрвета је црвенкасто-браон, испуцала у бази и нешто више избраздана у горњим деловима.
Иглице бора су у групама од по две, обично закривљене, дуге 2-7 см, зелене до жућкасто-зелене боје.
Picea engelmannii — (Engelman's Spruce)
Дрво је равно, и расте до 50 м висине. Кора му је танка, браонкасто-црвене боје и лабаво љуспичаста. Млади гранчице обично су длакаве. Иглице су оштре, не претерано крута, донекле увијене ка горњој страни огранка. Њен мирис је јак. Шишаркр су дуге 4-5 см, и када сазру постају жућкасто-смеђе.
Picea glauca — (Смрча)
Стабло смрче је усправно, и расте до висине од 40 м. Кора је танка, сребрно-браон до црнкаста, љуспичаста. Гранчице на себи имају иглице које стоје усправно у свим правцима. У фази цветања смрча је ароматична.
Abies lasiocarpa — (Алпска јела)
Стабло алпске јеле (енгл. Subalpine fir, alpine fir, balsam fir, white fir, mountain balsam fir) углавном је право, и расте преко 35 м видсине (у неким областима и до 50 m). Круна дрвета има изразито спирални облик. Кора је сивкаста, глатка, са капљицама смоле по површини, и помало гребенаст са годинама. Иглице су тупе, обично урезане на врху, плавкасто-зелене боје.
- Део шумске вегетације у Националним парковима канадских Стеновитих планина
- Јасика (Populus tremuloides)
- Алпска јела (Abies lasiocarpa)
- Смрча (Picea glauca)

#### Остала флора,[54]
Carex spp. — (Шаш),
Dryas hookeriana —,

## Угроженост екосистема паркова
Карактер националних паркова канадских Стеновитих планина дефинисан је њиховим екосистемом - динамичком интеракцијом аутохтоних врста и природних процеса. Очувања природне и оптималног стање у парку захтева непрекидно одржавање интегритета сваког екосистема понаособ.
Врсте и тежина угрожености
Током протеклих 150 година клима на Стеновитим планинама је јако варирала. Вегетације је по одређеним обрасцима одговорили својим променама. Повремене оштре зиме, суша и периодична пожари одиграли су своју улогу у обликовању екосистема у планинским регионима. Број животиња, све је више погођен климатским условима који данас преовладавају.
Еколошки интегритет паркова непрекидно је угрожен од стране различитих људских утицаја, као што су развој, пожари, увођење неаутохтоних биљака, фрагментација станишта и други људски „сукоби“ са дивљином, међу које спадају (као највећих опасности) проширење путног система и и интензивирање рекреативних активности.
Недавно спроведено испитивање препоручиоло је велике промене у рекреативном и градском развоју појединих локалитета у парку који би поново обновиле неке од губитка станишта у овом екорегиону на дужи рок.
У том циљу Паркови Канаде непрекидно изводе низ акција како би се обновили нарушени екосистеми и одржао еколошки интегритет у националном парковима канадских Стеновитих планина. Покушаји заштите екосистема су посебно усмерени на трансе канадских ауто-путева који пролазе кроз Натионал парк, у циљу смањења саобраћајних несрећа, иако је ауто-пут тако изграђен да трпи велику експанзију саобраћаја. Нови рудници угља поред Националног парка Џаспер претња су интегритету овог аштићеног подручја.

## Информације за туристе
Дозвола за боравак у Националном парковима Канаде је обавезна и туристичка карта је уобичајена током летњих месеци, посебно на језеру Луис и за почетак Ајсфилдс Парквеја (Icefields Parkway). Дозволе нису потребне за вожњу (транзит) кроз Национални парк без заустављања. Трансканадски ауто-пут (Trans-Canada Highway) и железничка пруга пролази кроз неколико паркова.
Атракцивност и приступачност националних паркова Банф и Џаспер сворила је својеврстан заштитни знак (бренд) Канаде, који до данашњег дана привлачи многе туристе из целога света. Око 6,5 милиона посетилаца годишње, понекад се нађе на залеђеним површинама Колумбија глечера и створити огромне гужве и велике колоне специјалних возила (тзв експорера), за кретање по глечерима. Са друге стране, постоје многе обележене пешачке стазе, дуге око 1.300 km, којима се свакодневно креће река одважнијих туриста. Шетачи се морају врло опрезно кретати стазама поред река богатима лососима, због могућих блиски сусрет са мрким медведима и другим животињама.
У свим парковима Стеновитих планина грађени су многи хотели, скијалишта, голф и други спортски терени, игралишта за децу, ергеле коња, трговине са сувенирима, ресторани, продавнице спортске опреме ... Нека од најбољих скијалишта на планинама Канаде налази се у овом региону, а важни су туристичке дестинације скијаша су; Fortress Mountain Resort, Лејк Луис, Marmot Basin, Mount Norquay, Nakiska и Sunshine Village.
Остале туристичке атракције укључују велике глечере: Колумбија, Wapta и Waputik Icefields и мање глечере попут глечера Атабаска, Bow Glacier, Crowfoot, Hector, Peyto, Saskatchewan Glacier и Vulture Glaciers,  и ледничка језера од којих су најпосећенија: Bow Lake, Hector Lake, Lake Louise, Alberta| Louise, Maligne Lake, Moraine Lake, Peyto Lakе, Pyramid Lake и Vermilion Lakes
Захваљујући Гуглу и Националним парковима Канаде све локације у парковима доступне су туристима у онлајн варијанти. Захваљујући овом пројекту сви, почев од оних који планирају годишњи одмор, па до наставника који планирају часове наставе у природи, моћи ће да се лакше и брже упознају са изузетним местима и пределима којима се карактеришу Национални паркови канадских Стеновитих планина. Виртуелном туристи су доступне све уличице, унутрашњост и спољашњост историјске знаменитости, као и стазе и предели који красе природу ових заштићених паркова.

## Галерија
- Мост за животиње
- Лејк Луис, Банф
- Главна улица у Банфу
- Монт Андромеда
- Џаспер